# ПРИЗМА (Програм масовног надзора)
 ПРИЗМА  је рачунарски програм за масовно праћење и надзор грађана од стране владе САД. Овај софтвер се користи за управљање информацијама скупљених преко интернета и других облика електронских коминикација (имејл, СМС, ММС, чет и сл.). Класификован је као тајни програм са поверљивим информацијама којег води америчка Америчка агениција за националну безбедност (НСА) од 2007. године
ПРИЗМА је скраћеница за " Систем планирања, интеграције, синхронизације и управљања ресурсима“.
Извештаји састављени на основу информација које су процуреле описују програм ПРИЗМА као систем дубоког надзирања током комуникација уживо, при чему се похрањују разне информације. Циљна група су клијенти разних корпорација који живе ван САД, или амерички држављани који комуницирају ван те државе. НСА, наводно, тако акумулира податке путем разних начина (емаил ,видео ,аудио чет, размена датотека, детаљи о друштвеним мрежама као што је Фејсбук ).
Директор државне агенције за информације, Џејмс Клапер, наводи да ПРИЗМА не може бити коришћена тако да намерно циља на Американце или икога ко живи у САД. Наводи да Амерички Конгрес и тајни суд надгледају програм те се брину да се скупљање и задржавање тајних података Американаца своди на минимум.
Вашингтон пост пише да обљављени документи указују да је ПРИЗМИНА активност „главни извор сирових информација које се користе за извештаје о анализама НСА“.
2013. године у јавности је избио скандал када је Амерички надзорни суд за стране информације издао директиву телекомуникационом предузећу Веризон у да преда НСА-у записе свих њених клијената и телефонских разговора истих на дневном нивоу.
Запослени у НСА-у , Вилијам Бинеи, је изјавио да је ПРИЗМА само још један у низу извора информација: „Телекомуникациона предузећа су НСА-у давала приступ својим линијама за комуникацију. Уређаји предузећа Нарус, које је НСА ставила у разне собе преко АТ & Т оптичке мреже, или Веризон мрежа, нису могли скупити све. Могли су већину, али не и све. Стога, како би прикупили све информације, морали су ићи до сервис провидера како би испунили празна поља. Зато и постоји ПРИЗМА - како би попунила непознанице. Такође ове информације дају ФБИ-у темељ за представљање доказа на суду“.
"Паралелни програм, знан под шифром БЛАРНЕЈ, скупља метаподатке широм Интернета. 